# Niño de La Guardia

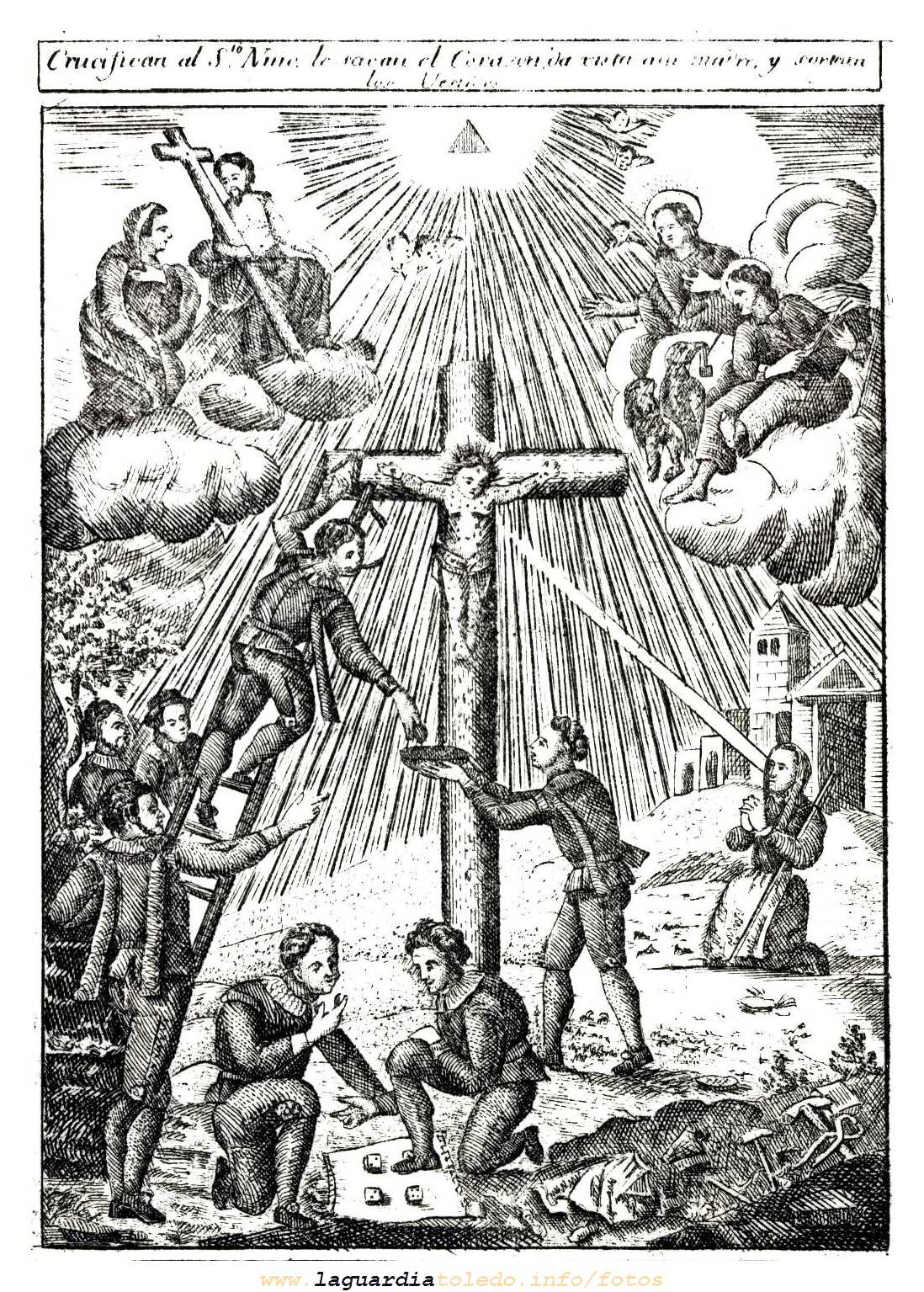
Incisione seicentesca del presunto martirio del Santo Niño de La Guardia

Niño de La Guardia (il bambino di La Guardia) è la vittima di un presunto omicidio rituale, con crocifissione e asportazione del cuore della vittima, che sarebbe stato commesso nel 1489 a La Guardia (in provincia di Toledo) nell'ambito di una presunta congiura anticristiana che sarebbe maturata in ambienti ebraici. La responsabilità dell'omicidio fu attribuita ad alcuni ebrei e conversi che furono per questo processati dall'Inquisizione spagnola e giustiziati ad Avila durante l'autodafé del 16 novembre 1491.
Nonostante il verdetto di colpevolezza, durante il processo non si ebbe alcuna notizia di bambini scomparsi e nessun resto umano fu trovato nel terreno indicato durante le confessioni come luogo della sepoltura.
Si conservano alcuni documenti del processo (tra cui il procedimento completo contro uno degli accusati, Yucef Franco), che dimostrano l'esistenza di molte irregolarità e la mancanza di qualsiasi prova in grado di dare consistenza reale al supposto crimine.
Il processo, intentato e portato alle estreme conseguenze dall'inquisitore Torquemada, è considerato da alcuni autori come il mezzo «più efficace» tra quelli destinati a propiziare un clima antisemita in grado di garantire una migliore accoglienza all'editto di Granada che, pochi mesi dopo, nel marzo 1492, avrebbe sancito l'espulsione degli ebrei. Secondo alcuni autori il caso sarebbe stato decisivo nel persuadere il re di Spagna Ferdinando II d'Aragona ad avallare l'editto, anche se sarebbe esagerato attribuirgli un peso determinante nel determinare la decisione.
Durante il XVI secolo si affermò una leggenda agiografica e il bambino divenne oggetto di un culto devozionale e di celebrazioni annuali a La Guardia. La storia dell'omicidio e della macellazione rituale è stata ritenuta vera non solo dalla credulità popolare ma, a volte, anche da studiosi.

## Contesto storico e culturale

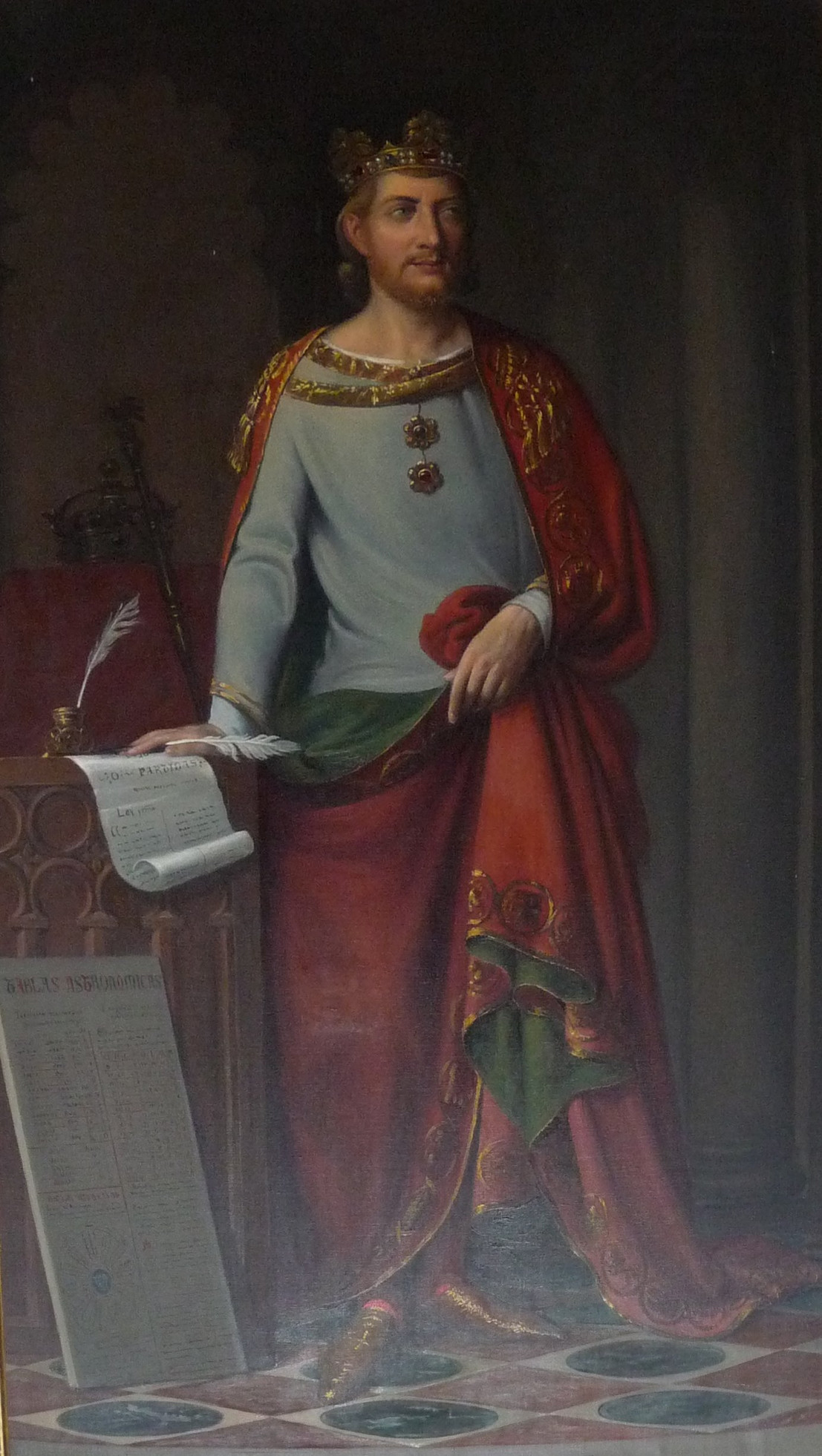
Alfonso X di Castiglia fornì un'implicita aura di plausibilità alle accuse del sangue sui presunti omicidi rituali addebitati agli ebrei

Durante il Medioevo europeo erano state frequenti, già dalla prima metà del XII secolo, le cosiddette accuse del sangue contro gli ebrei, ovvero le insinuazioni circa l'uso rituale del sangue di cristiani. Si trattava, secondo lo storico francese di origine ebraiche Salomon Reinach, del frutto delle credulità popolare, ma tali insinuazioni, come egli fa notare, finivano per riprodurre nei confronti degli ebrei proprio le medesime accuse di cui erano fatti segno i cristiani delle origini dai pagani a cui sfuggiva il senso della celebrazione liturgica della Comunione dei Cristiani nel Corpo mistico di Gesù. Ma a suggellare l'aura di credibilità di questa elaborazione della bassa credulità popolare sarà perfino una personalità di spicco come Alfonso X, il Savio, il «re legislatore» e «delle tre culture», l'ispiratore di una cospicua tradizione letteraria che porta il suo nome: egli, infatti, nelle Siete Partidas argomenta in maniera tale da rendere implicitamente plausibile la diceria popolare, sancendo la necessità di perseguire eventuali simili omicidi di cui si avesse prova:
(Alfonso X di Castiglia, Siete Partidas)
In un libro pubblicato nel 1449 dal frate converso Alonso de la Espina, Fortalitium Fidei. Contra judíos, sarracenos y otros enemigos de la fe cristiana, si faceva l'inventario di una lunga lista di crimini attribuiti agli ebrei. Appaiono vari racconti di crocifissioni di bambini, tutte date per certe.
Veniva infatti dato per certo che episodi simili si fossero verificati in Spagna e altrove. Uno dei più noti è stato quello della presunta crocifissione del bambino Domenico del Val a Saragozza nel XIII secolo o quella del bambino di Sepúlveda nel 1468. Quest'ultimo episodio si legò non solo all'esecuzione di 16 ebrei condannati a morte come colpevoli del delitto, ma anche all'assalto popolare all'aljama, la comunità ebraico-moresca di Sepúlveda, un episodio in cui si contarono molti più morti. Proprio qualche anno prima dell'episodio di La Guardia si era verificato quello di Simonino di Trento.

## Storia
Nel giugno 1490, ad Astorga, mentre era sulla via del ritorno da un pellegrinaggio a Santiago di Compostela, fu arrestato un converso, di nome Benito García, con l'accusa di portare nella propria bisaccia un'ostia consacrata, una pratica vietata ai laici (salvo autorizzazione canonica) e, per quanto concerne la consacrazione, riservata ai soli sacerdoti cattolici. 
Pedro de Villada, vicario episcopale, lo sottopose a torture fino a ottenerne una confessione con cui il confesso chiamava in causa altri cinque conversi e sei ebrei quali autori di un complotto destinato a mettere in atto una congiura sacrilega: spingere alla follia e alla morte tutti i cristiani, distruggere l'intera cristianità e determinare il trionfo del giudaismo, servendosi di un cuore umano e di un'ostia consacrata. Di García si conserva ancora la confessione, recante data 6 giugno 1490, dalla quale si apprende, peraltro, che egli era accusato solo di cripto-giudaismo. A tale proposito, l'accusato confessava infatti un suo segreto ritorno alla religione ebraica, avvenuto cinque anni prima, nel 1485, su incoraggiamento di un altro converso di La Guardia, chiamato Juan de Ocaña, e di un ebreo della vicina Tembleque, il cui cognome era Franco.

### Personaggi coinvolti
I nomi dei personaggi coinvolti nel presunto omicidio rituale furono i seguenti:
- Conversi[3]:
  - Benito García, ebreo battezzato, il primo a essere individuato. Era un pettinatore che aveva molto viaggiato.
  - I quattro fratelli Franco (Alonso, Lope, García e Juan Franco), di mestiere carrettieri.
  - Juan de Ocaña.
- Ebrei[3]: 
  - Ça ("Isaac") Franco, di 84 anni, già residente a Tembleque e in seguito a Quintanar;
  - I due figli di Isaac: Mose e Yuce Franco. Quest'ultimo, appena ventenne, calzolaio a Tembleque, debole di intelletto, fu il testimone chiave del processo[3].
  - David de Pereyon, un poveretto di La Guardia, che sembra fosse incaricato di cerimonie rituali nella piccola comunità.
  - Mosé Abenamías, di Zamora[9]
  - Yuce Tazarte, Gran Maestro e medico di Tembleque.

Su tutti pendeva l'accusa di aver praticato un rituale di magia nera, servendosi di un'ostia consacrata e del cuore prelevato dal petto di un bambino crocifisso: la fattispecie comportava l'accusa di eresia, apostasia e di crimini contro la fede cattolica.

### Il processo

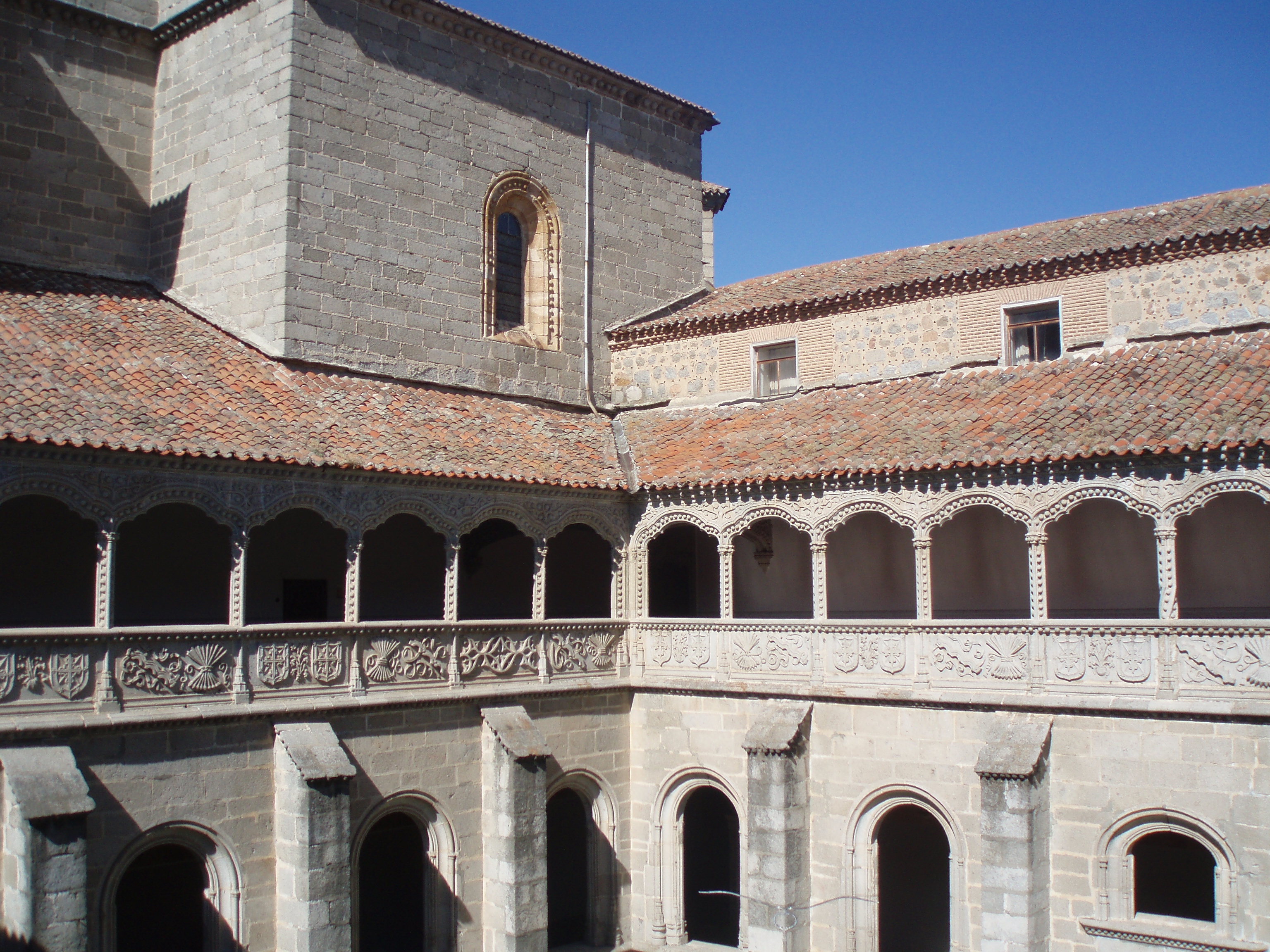
Avila, con il suo monastero dedicato a San Tommaso, fu la sede arbitrariamente scelta per il processo

Yuce Tazarte, Mose Franco e David de Pereyon morirono prima che il processo potesse iniziare, ma gli altri furono catturati e messi sotto accusa dall'Inquisizione. Solo dopo un anno, passato a torturare gli accusati, spuntò infine la storia della crocifissione di un bambino cristiano a La Guardia, con l'asportazione del cuore per le finalità sacrileghe della congiura.
La sede del processo, per decisione di Torquemada, fu stabilita ad Avila, derogando al diritto processuale spagnolo che individuava in Toledo la naturale sede giurisdizionale. Il processo vero e proprio iniziò il 17 dicembre 1490, nel domenicano Real Monasterio de San Tomás, costruito con i beni sottratti agli inquisiti di criptogiudaismo.
Gli inquisitori incaricati del processo furono Pedro de Villada (lo stesso che aveva preso parte alla prima istruttoria del processo a Segovia, nel giugno 1490, ottenendo la citata confessione del converso Benito García che diede l'innesco ai successivi sviluppi), il laureato Juan López de Cigales, che era stato inquisitore a Valencia dal 1487, e il frate domenicano Fernando de Santo Domingo, attivo come inquisitore a Segovia. Tutti e tre erano uomini vicini a Torquemada, soprattutto Fernando de Santo Domingo, che, in particolare, si era già distinto come autore di un prologo a un libello antisemita, destinato a istruire gli inquisitori sulla conoscenza del Talmud, quale elemento centrale per formulare accuse contro i conversi cripto-giudaizzanti. Questi ultimi, ma anche i loro sobillatori (era questi la tesi riaffermata dal libello, ma già in auge in quel secolo) non andava mossa l'accusa di idolatria, bensì di eresia.

#### Discrepanze emerse nel processo
L'intreccio emerso dalle torture era così contraddittorio «che fu impossibile riconciliare le discrepanze nelle confessioni degli accusati, nonostante, in maniera insolita, si fosse fatto ripetuto ricorso al loro confronto».
Gli accusati si contraddicevano l'un l'altro riguardo a tutta una serie di elementi: l'età del bambino, il nome della famiglia, il luogo di nascita e quello di residenza e il posto nel quale il crimine fu commesso. Una persona testimoniò che il bambino era stato catturato a Lilla, un altro indicò la città di Toledo, un terzo testimoniò che il rapimento era opera di Moses Franco a Quintanar. Una sola persona fu in grado di indicare il nome del padre in Alonzo Martin, residente a Quintanar.
Non si ebbe poi alcuna notizia di bambini scomparsi e nessun resto umano fu trovato nel terreno indicato come luogo della sepoltura.
Gli inquisitori, infine, rinunciarono al tentativo di tirar fuori da quelle confessioni un quadro narrativo coerente e il processo si concluse nel novembre 1491 Si è conservata la sola testimonianza chiave di Yuce Franco, considerata con particolare enfasi dal tribunale, mentre tutte le altre andarono perse o furono distrutte.

#### Epilogo
L'epilogo del processo si ebbe il 16 novembre 1491, quando tutti gli accusati furono mandati a morte in un autodafé indetto ad Avila. Al posto degli ebrei già morti furono simbolicamente messi al rogo tre fantocci-simulacri, mentre i due ebrei ancora viventi vennero dilaniati con tenaglie incandescenti. I conversi ottennero un trattamento considerato più mite: furono sottoposti al sacramento della Penitenza e strangolati prima del rogo.

### Conseguenze geopolitiche

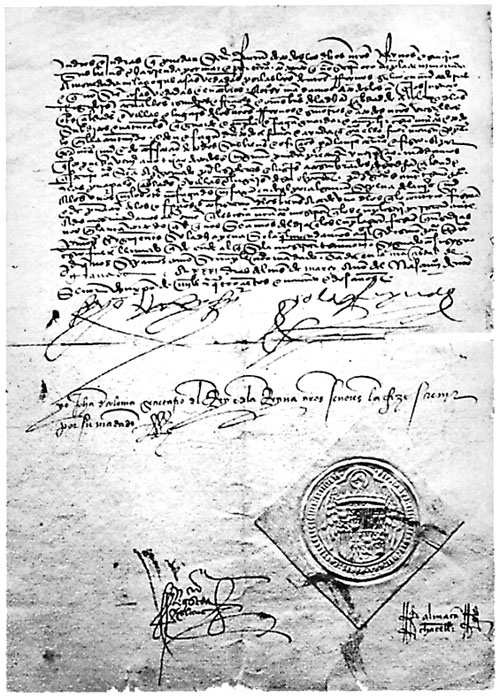
Il Decreto di Alhambra

Il «crudele» e «grottesco processo spettacolo», caparbiamente perseguito da Tomás de Torquemada fino al suo esito più estremo, diede un grande contributo ad alimentare il clima di odio anti-ebraico, necessario retroterra culturale per giustificare, di lì a pochi mesi, l'emanazione dell'editto di Granada, con cui, nel marzo 1492, fu disposta l'espulsione del Regno di Spagna delle comunità ebraiche che non accettassero la conversione al cristianesimo. Il caso del presunto martirio si rivelò infatti decisivo per propiziare l'avallo del decreto da parte di Ferdinando II d'Aragona, anche se sarebbe esagerato attribuire alla vicenda del Santo Niño un peso esclusivo nel determinare la decisione reale.

### Il culto
Il culto del bambino ritenuto vittima del sacrificio umano iniziò subito, accompagnato da manifestazioni miracolose, ed è proseguito fino al ventunesimo secolo, anche se la Santa Sede vaticana non ha mai riconosciuto la santità del supposto martire cristiano.

## La vicenda nei documenti, in letteratura e nell'arte
- Oltre ai frammenti degli atti del processo, un'elaborazione secondaria più tarda è costituita da un manoscritto del 1544, redatto da Damián de Vegas, notaio apostolico a La Guardia, che si conserva ora alla Biblioteca Nacional de España di Madrid[12].
- Nel 1569 il licenziato Sancho Busto de Villegas, membro del Consejo General de la Inquisición («la Suprema»), governatore dell'arcivescovado di Toledo e futuro vescovo di Avila, basandosi sui documenti del processo, che si conservavano negli archivi del tribunale di Valladolid, scrisse una Relación autorizada del martirio del Santo Inocente, che era depositata nell'archivio municipale della città di La Guardia.
- Risale al 1583 lo scritto Historia de la muerte y glorioso martirio del santo inocente que llaman de Laguardia, pubblicato a Madrid dal frate gerosolimitano Rodrigo de Yepes, che ispirò Lope de Vega a comporre la pièce dal titolo El niño inocente de La Guardia, poi adattata da José de Cañizares in La viva imagen de Cristo: El Santo Niño de la Villa de la Guardia.
- L'episodio è anche il soggetto di un affresco settecentesco, opera del pittore Francisco Bayeu (1734-95), che adorna entrambi i lati di una porticina di accesso al chiostro della cattedrale di Toledo: nella scena sulla destra un uomo dall'aspetto demoniaco trascina con sé un bambino, mentre sul lato sinistro lo stesso bambino è messo in croce sotto lo sguardo gongolante dei suoi carnefici[5].
- La storia del bambino crocifisso di La Guardia, benché frutto di pura invenzione, ha avuto un séguito non solo nella bassa credulità popolare, ma anche nelle convinzioni di studiosi di vaglia, come Amador de los Ríos (1818-1878), che la tenne per vera nella sua Historia social, política y religiosa de los judíos de España.[3][13]